# Parallel Universe
Parallel Universe z alba Californication od Red Hot Chili Peppers nikdy nevyšla jako single, ale i přesto byla zařazena na album Greatest Hits vydané o 4 roky později, kde se vyjímala ve společnosti největších hitů Red Hot Chili Peppers. Parallel Universe už úplně nepokračuje ve funky trendu a se svou vysoce oktanovou basou a zkresleným zamlženým úderným refrénem je něčím, co Peppers nikdy do té doby nedělali.